# لولا بانی
لولا بانی یک شخصیت کارتونی لونی تونز است که به عنوان یک خرگوش ماده انسان‌انگاری به تصویر کشیده شده است که توسط برادران وارنر پیکچرز خلق شده است. او به طور کلی به عنوان دوست‌دختر باگز بانی به تصویر کشیده می‌شود. او نخستین بار در فیلم ۱۹۹۶ هرج‌ومرج فضایی ظاهر شد.

## توسعه

### هانی بانی
شخصیتی به نام «هانی بانی» اولین بار در کتاب کمیک آلبوم باگز بانی در سال ۱۹۵۳ ظاهر شد. این شخصیت به‌عنوان دخترعموی باگز و یک ماجراجو به تصویر کشیده شد. این نام بار دیگر برای یک شخصیت جداگانه استفاده شد که به‌عنوان علاقه‌ عشقی باگز طراحی شده بود و اولین بار در شماره ۱۰۸ کتاب کمیک باگز بانی در ۱۵ نوامبر ۱۹۶۶ معرفی شد. رابرت مک‌کیمسون نسخه اولیه این شخصیت را طراحی کرد و فیل دلارا او را بازطراحی کرده و از او به‌عنوان شخصیتی نیمه‌ثابت در کمیک‌های کلید طلایی لونی تونز در دهه ۱۹۶۰ استفاده کرد.
ظاهر فیزیکی هانی در طول زمان تغییر کرد. او در ابتدا با گوش‌های افتاده، موهای سفید کوتاه و خز زرد-نخودی کم‌رنگ طراحی شده بود. یک خرگوش ماده شبیه به این طراحی در انتهای ویژه‌برنامه تلویزیونی رژیم شکرگزاری باگز بانی در سال ۱۹۷۹ ظاهر شد، البته با گوش‌هایی که به سمت بالا ایستاده بودند. بعدها، در محصولات مختلفی که این شخصیت را نمایش می‌دادند، او بیشتر شبیه به باگز طراحی شد، با خز خاکستری اما با مدلی زنانه‌تر و لباسی زنانه، که این طراحی تا اوایل دهه ۱۹۹۰ استفاده می‌شد. او همچنین در چندین بازی ویدیویی، مانند قلعه دیوانه باگز بانی، توپ تولد باگز بانی و قلعه دیوانه باگز بانی ۲ حضوری افتخاری داشت. علاوه بر این، هانی در کتاب لونی تونز: راهنمای تصویری رسمی نیز ذکر شده است.
زمانی که برادران وارنر در اواسط دهه ۱۹۹۰ شروع به کار روی فیلم هرج‌ومرج فضایی کرد، برنامه‌هایی برای حضور شخصیت هانی بانی با طراحی شبیه به باگز وجود داشت. با این حال، برخی از هنرمندان اظهار داشتند که هانی بیش از حد شبیه باگز به نظر می‌رسد، گویی که او لباس زنانه پوشیده است، و بنابراین شروع به طراحی جایگزینی بالقوه برای او کردند. این طراحی جدید، که لولا ربیت نام گرفت، ابتدا رد شد، زیرا مک‌دونالد، که قراردادی با وارنر برادرز برای فروش اسباب‌بازی‌های هپی میل با تم هرج‌ومرج فضایی امضا کرده بود، احساس کرد که این شخصیت بیش از حد جوان به نظر می‌رسد تا به‌عنوان یک جفت عاشقانه برای باگز مطرح شود. در نتیجه، این شخصیت بازطراحی شد و نام او به لولا بانی تغییر یافت.

### صداپیشگان
- دزیره گویت (نمایش در سیکس فلاگز آستروورلد)
- جون فوری (نمایش در پارک‌های تفریحی آمریکای بزرگ ماریوت و سیکس فلاگز)
- باب برگن (توپ تولد باگز بانی)

## ظاهر

#### هرج‌ومرج فضایی
لولا برای اولین بار در فیلم هرج‌ومرج فضایی در سال ۱۹۹۶ ظاهر شد. او با خزی نخودی‌رنگ، موهای چتری بلوند و لباسی شامل یک تاپ سفید کوتاه، شلوارک بنفش/آبی و کش‌هایی که گوش‌هایش را مانند یک دم اسبی بسته‌اند، به تصویر کشیده شده است. او چشمانی آبی روشن و اندامی منحنی دارد. در این فیلم، صدای لولا توسط کت سوسی ارائه شده است.
لولا به‌عنوان علاقه‌ عاشقانه باگز خلق شد. به محض اینکه او ظاهر می‌شود، باگز بلافاصله جذب او می‌شود و چندین شخصیت مذکر دیگر نیز با تحسین به او نگاه می‌کنند. در طول فیلم، یک زیرپیرنگ درباره تلاش باگز برای جلب محبت لولا جریان دارد. لولا نیز احساسات باگز را زمانی نشان می‌دهد که در جریان بازی بسکتبال، نزدیک است توسط یکی از حریفان آسیب ببیند، اما باگز او را نجات می‌دهد.
به گفته کوین سندلر، نویسنده، لولا ترکیبی از زن هاوکسی، تام‌بوی و زن شهرآشوب است. او زنی رک‌گو، قاطع، مستقل و بسیار با اعتمادبه‌نفس است. لولا هم از نظر ورزشی بسیار توانا و هم از نظر رفتاری بسیار اغواگر است. جمله معروف او این است: «هیچ‌وقت من را 'عروسک' صدا نکن». همان‌طور که تونی سروون، کارگردان پویانمایی توضیح داده است، لولا در ابتدا قرار بود بیشتر به‌عنوان یک «تام‌بوی» طراحی شود، اما تیم تولید نگران بودند که او بیش از حد «مردانه» به نظر برسد، بنابراین تصمیم گرفتند بر ویژگی‌های «زنانه» او تأکید کنند.
پس از هرج‌ومرج فضایی، لولا به‌طور منظم در داستان‌های مستقل در کمیک ماهانه لونی تونز که توسط دی‌سی کامیکس منتشر می‌شود، حضور داشته است.

### نمایش لونی تونز
لولا همچنین در نمایش لونی تونز ظاهر می‌شود، جایی که صدای او توسط کریستن ویگ اجرا شده است. برخلاف شخصیت او در هرج‌ومرج فضایی، در این مجموعه او به‌عنوان یک خرگوش جوان عجیب‌وغریب، فراموشکار، دوست‌داشتنی و شاد به تصویر کشیده شده است که تمایل دارد به شدت روی باگز، که او را «بان‌بان» صدا می‌کند، وسواس داشته باشد. او بسیار متعهد به دستیابی به اهداف خود است، اما اغلب فراموش می‌کند که مشغول چه کاری بوده است. لولا معمولاً در موقعیت‌های عجیب‌وغریب درگیر می‌شود، چه این موقعیت‌ها توسط خودش ایجاد شده باشند یا با همراهی دوستش دافی اتفاق بیفتند.
با این وجود، به نظر می‌رسد که باگز از حضور او لذت می‌برد، حتی زمانی که در قسمت «قرار دوگانه» با تعجب خودش را دوست‌پسر او معرفی می‌کند، در حالی که لولا به دافی کمک کرد تا جرأت پیدا کند تینا روسو را به یک قرار ملاقات دعوت کند. در ادامه مجموعه، باگز و لولا در چندین قسمت در حال گذراندن وقت با یکدیگر دیده می‌شوند.
والدین ثروتمند لولا، والتر (با صدای جان اوهارلی) و پاتریشیا (با صدای گری دلیسل در فصل ۱ و وندی مک‌لندن کاوی در فصل ۲) نیز در این مجموعه حضور دارند.
لولا نقش اصلی را در فیلم اسپین‌آف ویدئویی لونی تونز: فرار خرگوش‌ها ایفا می‌کند. در این فیلم، صدای لولا توسط ریچل رامرس ارائه شده است، اما همچنان شخصیت و ظاهر او مانند نمایش لونی تونز باقی مانده است.

## کتابشناسی
- Sandler, Kevin (1998). Reading the Rabbit: Explorations in Warner Bros. Animation. Rutgers University Press. ISBN 978-0813525389.